# 文学改良刍议
《文學改良芻議》是胡適于1917年1月1日发表于《新青年》第2卷第5号的一篇文章，提倡改良中国文学。
當時胡適還是美國哥倫比亞大學的研究生，後來唐德剛在《胡適雜憶》中透露，胡適寫那篇文章，原是在美國主編的《留學生季報》用的，只是抄了一份給陳獨秀主理的《新青年》，想不到卻因此促成了中國的新文學運動。 

## 内容
提出當時文學的“八個主張”： 
1917年:〈文學改良芻議〉（八事）
1. 須言之有物
2. 不摹倣古人
3. 須講求文法
4. 不作無病之呻吟
5. 務去濫調套語
6. 不用典
7. 不講對仗
8. 不避俗字俗語

之後，1918年:修正為〈建設的文學革命論〉（八不主義）
1. 不做言之无物的文字。
2. 不做无病呻吟的文字。
3. 不用典。
4. 不用套语烂调。
5. 不重对偶，文须废骈，诗须废律。
6. 不做不合文法的文字。
7. 不摹仿古人。
8. 不避俗话俗字。

## 影響
《文学改良刍议》发表后在中国引发了轰动，同《文学革命论》等文章对之后的新文学运动产生了重大的影响。越来越多的人用白话文写作。仅1919年一年，全国出现了四百多种白话报。1920年，教育部通令全国一二年级的国文一律改用白话文。

## 評價
陳獨秀認爲：白話的使用歷史很長，推動白話文的努力也有相當的時間，而這篇文章之所以引起轟動，原因在於其出現在合適的時間，并且内容詳實，言之有據，提出了文學改良的八個原則，不僅僅是文言改成白話，還包括内容的改變，要“言之有物”，包括情感和思想。
茅盾亦指出，文中“非古人所謂‘文以載道’之説”，開啓了對“文以載道”這一文學道統的批評。
關於對文風改變和白話文學的推崇，文中寫道，“今人猶有鄙夷白話小說為文學小道者，不知施耐庵、曹雪芹、吳趼人皆文學正宗，而駢文律詩乃真小道耳。吾知必有聞此言而卻走者矣”，其内容是革命性的。夏志清評價：“文學革命開始於1917年胡適的文章《文學改良芻議》。...胡適把整個中國文學的遺產重新估價了，他以前沒有幾個學者敢像他那樣公然表揚小說的價值，聲稱水滸傳、西廂記足可與離騷、莊子、史記相提並論。他還以史學家和批評家的身份，指出一種他個人極為欣賞的藝術信仰：宣揚人道的寫實主義。他信奉的是小心求證的精神，是現實的樂觀主義者”。